# توری سرندی

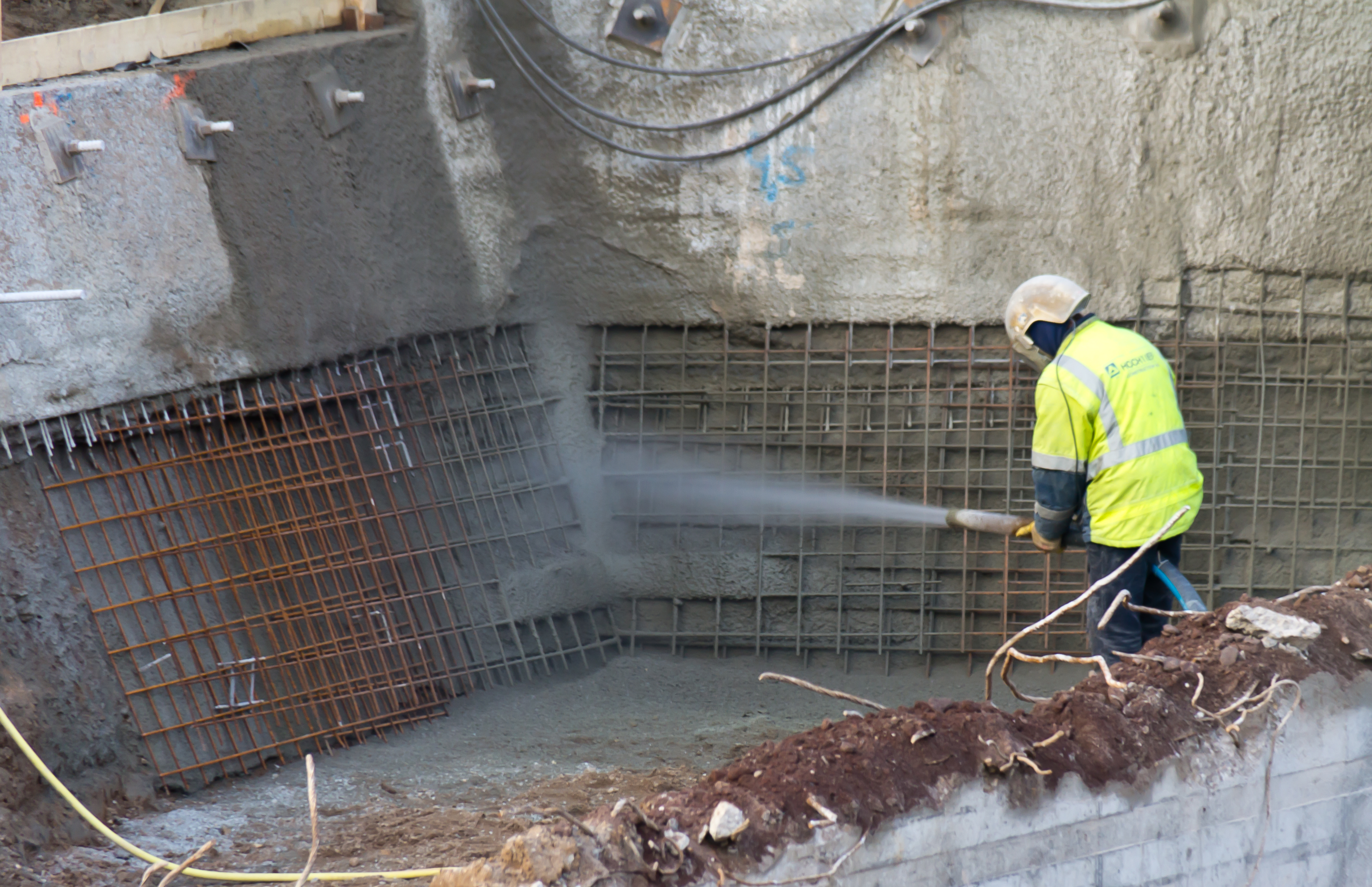
یک کارگر ساختمانی در حال پاشیدن شاتکریت روی توری‌ها است

توری سرندی یا «مش جوش» یک شبکه توری مانند است که از اتصال سیم‌ها به صورت هماهنگ تشکیل شده‌است.
از ماشین‌ها برای تولید توری سرندی با کنترل ابعادی دقیق استفاده می‌شود. محصول می‌تواند منجر به صرفه جویی قابل توجهی در زمان، کار و پول شود.

## موارد مورد استفاده از توری سرندی
توری سرندی یک صفحه سیم فلزی است که از سیم‌های فولادی کربن یا سیم فولاد ضدزنگ تشکیل شده‌است. در اندازه‌ها و اشکال مختلف در دسترس است. توری سرندی کاربردهای زیادی در صنایع دارد و در بسیاری از صنایع مانند کشاورزی، ساخت و ساز، حمل و نقل و خرده فروشی‌ها و باغبانی‌ها مورد استفاده قرار می‌گیرد.
توری‌های سرندی یا فزی (WWF) نیز گاهی در بتن مسلح، به ویژه برای دال‌ها مورد استفاده قرار می‌گیرند.

## انواع مش سیم جوشی یا توری سرندی
انواع مختلفی از توری‌های سرندی وجود دارد که می‌توان آنها را بر اساس ساختار، کاربرد و ویژگی‌های آنها دسته‌بندی کرد.
- به عنوان روکش و محافظ در و پنجره
- نرده و قفس
- راه پله و نرده
- استفاده از راهروهای صنایع مختلف
- پروژه‌های ساختمانی در مقیاس بزرگ
- قفسه بندی
- تله‌های ماهیگیری
- آرماتور بتن
- سرند کردن مصالح ساختمانی
- استفاده در صنایع غذایی مانند حبوبات

### استفاده توری‌های فلزی (WWF) برای تقویت دال بتنی
این نوع مش یا توری یک شبکه مربعی از سیم‌های یکنواخت قرار داده شده، در تمام تقاطع‌ها، و برآورده کردن الزامات ASTM A185 و A497 یا استانداردهای دیگر است. اندازه‌ها با ترکیب فاصله، در اینچ یا میلی‌متر، و مساحت مقطع سیم در صدها اینچ مربع یا mm2 مشخص شده‌است. اندازه‌های رایج در جدول زیر قرار دارند:
| اندازه امپراتوری | معادل متریک           | وزن امپریال     | وزن متریک                |
| ---------------- | --------------------- | --------------- | ------------------------ |
| 6x6 W1.4/W1.۴    | 152x152 MW9.1/MW9.۱   | ۲۰ پوند/100 sf  | ۰٫۹۸ کیلوگرم بر متر مربع |
| 6x6 W2.1/W2.۱    | 152x152 MW13.1/MW13.۱ | ۳۰ پوند/100 sf  | ۱٫۴۷ کیلوگرم بر متر مربع |
| 6x6 W2.9/W2.۹    | 152x152 MW18.7/MW18.۷ | ۴۱ پوند/100 sf  | ۱٫۹۹ کیلوگرم بر متر مربع |
| 6x6 W4.0/W4.۰    | 152x152 MW25.8/MW25.۸ | ۵۶ پوند/100 sf  | ۲٫۷۳ کیلوگرم بر متر مربع |
| 6x6 W5.4/W5.۴    | 152x152 MW34.9/MW34.۹ | ۷۶ پوند/100 sf  | ۳٫۷۲ کیلوگرم بر متر مربع |
| 4x4 W1.4/W1.۴    | 102x102 MW9.1/MW9.۱   | ۳۰ پوند/100 sf  | ۱٫۴۶ کیلوگرم بر متر مربع |
| 4x4 W2.1/W2.۱    | 102x102 MW13.3/MW13.۳ | ۴۳ پوند/100 sf  | ۲٫۴۰ کیلوگرم بر متر مربع |
| 4x4 W2.9/W2.۹    | 102x102 MW18.7/MW18.۷ | ۶۱ پوند/100 sf  | ۲٫۹۶ کیلوگرم بر متر مربع |
| 4x4 W4.0/W4.۰    | 102x102 MW25.8/MW25.۸ | ۸۳ پوند/100 sf  | ۴٫۰۶ کیلوگرم بر متر مربع |
| 4x4 W5.4/W5.۴    | 102x102 MW34.9/MW34.۹ | ۱۱۹ پوند/100 sf | ۵٫۸۲ کیلوگرم بر متر مربع |

### توری سرندی الکترو گالوانیزه
این نوع توری برای ساختمان سازی و در دیگر مقاصد فرونشستگی طراحی شده‌است. یک توری گالوانیزه مقاوم در برابر خوردگی است که تا حد زیادی در ساختمان سازه ای مورد استفاده قرار می‌گیرد. همچنین در اشکال مختلف مانند رول و پانل برای استفاده‌های صنعتی در دسترس است.

### توری سرندی با روکش پی وی سی
مش یا همان توری پوشش داده شده پی وی سی با پوشش پلاستیکی با سیم آهن گالوانیزه با کیفیت بالا ساخته شده‌است. دارای پوشش پی وی سی است که توسط یک ماشین خودکار پردازش می‌شود. پوشش پلاستیکی صاف بر روی این سیم محافظ با چسب قوی متصل شده‌است که باعث افزایش دوام سیم می‌شود. در املاک مسکونی و رسمی مانند باغ‌ها، پارک‌ها، ساختمان و غیره استفاده می‌شود. توری پوشش داده شده PVC که به عنوان هر دو رول و پانل در دسترس است، همچنین در رنگ‌های مختلف مانند سفید، سیاه و سفید، سبز و غیره در دسترس است.

### توری فولادی ضدزنگ جوش داده شده
این نوع توری اساساً در مقاصد صنعتی مورد استفاده قرار می‌گیرد. از فولاد ضدزنگ ساخته شده‌است که استحکام و یکپارچگی بالایی دارد. این توری مقاومت بالایی در برابر خوردگی دارد و به‌طور گسترده‌ای در بخش‌های حمل و نقل، کشاورزی، معدن کاری، باغبانی، سرگرمی و دیگر بخش‌های خدماتی مورد استفاده قرار می‌گیرد.

### توری مخصوص حصار
این یک نوع توری که در رول یا پانل همان‌طور که از اسم آن معلوم است برای حصارکشی مورد استفاده قرار می‌گیرد. همچنین به این توری "weldmesh" هم گفته می‌شود، توری مخصوص حصار در دو نوع گالوانیزه و بدون گالونیزه در دسترس است. نسخه غیر گالوانیزه ارزان‌تر است.